# Rivka Schatz Uffenheimer
Rivka Schatz Uffenheimer, geborene Schatz (hebräisch רבקה ש"ץ אופנהיימר) (geboren 17. Mai 1927 in Polen; gestorben 22. Februar 1992 in Israel), war eine israelische Religionswissenschaftlerin und Hochschullehrerin für jüdische Mystik. Schatz Uffenheimer war eine Schülerin von Gershom Scholem. Ihr Forschungsschwerpunkt lag im Bereich des Chassidismus, insbesondere mit Bezug auf den Maggid Rabbi Dov Ber von Mezeritch und seine Schüler.

## Leben und Wirken
Rivka Schatz Uffenheimer war die Tochter von Avraham Schatz, sie wurde in Polen geboren, wuchs aber in Rio de Janeiro in Brasilien auf. Im Jahre 1935 traf ihre Familie den Entschluss zur Alija nach Eretz Israel. Sie begann Anfang der 1950er Jahre an der Hebräischen Universität zu studieren, wo sie Schülerin von Gershom Scholem war und ihren BA, MA und Ph.D. erhielt. Später war sie dort als Professorin für jüdische Mystik tätig. Verheiratet war sie mit Benjamin Gerhard Uffenheimer (1920–1996).
Parallel zu ihrem Studium war sie in den 1950er Jahren auch als Lehrassistentin für Scholem tätig und begann unter anderem über den Schabbat, den Beginn der Kabbala und den Sohar zu lehren. Sie gehörte zu dem engeren Kreis um Scholem zusammen mit Isadore Twersky, Ya’akov Levinger und Yael Nadav. Sie veröffentlichte auch über Abraham Isaac Kook und viele andere Persönlichkeiten der jüdischen Mystik. Sie und ihre Studenten sammelten Hunderte von Kopien von Manuskripten des Sohar, um eine mehrbändige kritische Ausgabe vorzubereiten, aber aufgrund ihres frühen Todes wurde das Projekt nie verwirklicht.
Nach ihrem Tod wurde ein Großteil ihrer Bibliothek, darunter die Kopien der Manuskripte des Sohar und Kopien der Manuskripte von Rabbi Kook, Teil der Gershom Scholem Collection der Israelischen Nationalbibliothek.

## Publikationen (Auswahl)
- Hasidism as mysticism, Quietistic elements in eighteenth century Hasidic thought.  Princeton University Press, Princeton, N.J.; Magnes Press, Jerusalem 1993.
- מגיד דבריו ליעקב, למגיד דב בער ממזריטש, מהדורה ביקורתית על פי כתבי-יד עם מבוא, פירוש, הערות ומפתחות, ירושלים: הוצאת ספרים ע"ש י"ל מאגנס, תשל"ו-1976 מהדורה שנייה מורחבת ומתוקנת: תש"ן-1
- Maharal's Conception of Law: Antithesis to Natural Law Theory. The Jewish Law Annual, (1987). 6, 109–125.
- Self-redemption in Hasidic thought. In Types of Redemption. Contributions to the Theme of the Study-Conference Held at Jerusalem 14 to 19 July 1968, Brill, S. 207–212. 1970.
- Confession on the Brink of the Crematoria. The Jerusalem Quarterly, (1985)34, 126–41.
- Die Stellung des Menschen zu Gott und Welt. In Martin Buber: Darstellung des Chassidismus. 1963 S. 275–302.